# الاتحاد العام لنساء اليمن
الاتحاد العام لنساء اليمن هو منظمة نسائية في جنوب اليمن، تأسست عام 1968. كانت تابعة للجبهة القومية للتحرير في عهد جمهورية اليمن الديمقراطية الشعبية.
وكان للاتحاد العام للنساء اليمنيات سلف هو نادي نساء عدن والذي بدأ الحركة النسائية في اليمن. وعندما تأسست جمهورية اليمن الديمقراطية الشعبية تحت مظلة الجبهة القومية للتحرير عام 1967، تم تأسيس الاتحاد العام لنساء اليمن كجزء من سياسة النظام. كان هدف الاتحاد هو فرض السياسة الرسمية للمرأة في نظام الجمهورية، والتي كانت تمثل سياسة نسوية راديكالية وطموحة.
في عام 1970، أعلن النظام الاشتراكي أن المرأة مساوية سياسياً واقتصادياً واجتماعياً للرجل في المادة 36 من دستور عام 1970، وتم تقديم حق المرأة في التصويت في نفس العام: تبع ذلك قانون الأسرة العلماني الجديد لعام 1974. كما عمل النظام على ضمان تمثيل المرأة بين المرشحين السياسيين لعام 1977، وأطلق برنامجاً مدته خمس سنوات في الفترة 1981-1985 لدعم انتقال المرأة من ربة منزل إلى امرأة عاملة.
وكان دور الاتحاد العام لنساء اليمن هو إعلام الرأي العام بهذه الإصلاحات وتطبيقها على أرض الواقع، كما أطلق حملات لتشجيع المرأة على التقدم وأخذ مكانها المتساوي إلى جانب الرجل. في عام 1976، أسس الاتحاد مراكز تكنولوجية للنساء في جميع أنحاء البلاد. عملت هذه المراكز على توعية النساء بحقوقهن وعرضت عليهن التدريب المهني، في المقام الأول في مجال التكنولوجيا ولكن أيضًا في مجالات أخرى، فضلاً عن التدريب السياسي العسكري والأيديولوجي. وكانت الأولوية القصوى هي مكافحة الأمية والتعريف بقانون الأسرة العلماني ودمج المرأة للمساهمة في اقتصاد البلاد. وحقق الاتحاد بعض النجاح في المدن، وخاصة في عدن، ولكن نجاحه كان محدودا للغاية في المناطق الريفية، حيث كانت النساء في كثير من الأحيان ممنوعات من حضور المركز من قبل أسرهن، وأُجبر مركزان على الأقل على الإغلاق. 
في 22 مايو 1990،توحد جنوب اليمن وشمال اليمن لتشكيل الجمهورية اليمنية. خلال الوحدة، دُمجت المنظمات النسائية من كلا البلدين، الاتحاد العام لنساء اليمن في جنوب اليمن عام 1968، وجمعية المرأة اليمنية الذي تأسس في شمال اليمن عام 1965، لتشكيل اتحاد نساء اليمن.